# Oļegs Burovs
Oļegs Burovs (ros. Олег Буров, trb. Oleg Burow; ur. 5 sierpnia 1960 w Rydze) – łotewski polityk i samorządowiec narodowości rosyjskiej, w latach 2019–2020 burmistrz Rygi, od 2021 przewodniczący partii Honor Służyć Rydze.

## Życiorys
W 1977 ukończył szkołę średnią nr 54 w Rydze, następnie zaś studiował w ryskiej szkole medycznej nr 4, uzyskując dyplom felczera. W 1994 został absolwentem instytutu społeczno-gospodarczego w ramach akademii pracy i stosunków społecznych. Na początku lat 90. należał do centrowej partii Łotewska Droga. Pracował w ministerstwie finansów i łotewskiej agencji prywatyzacji, następnie zaś uzyskał zatrudnienie w samorządzie miejskim Rygi, gdzie zasiadał w radach i zarządach spółek miejskich.
W 2013 po raz pierwszy został radnym Rygi ze wspólnej listy Centrum Zgody oraz partii Honor Służyć Rydze. W wyborach z 2017 uzyskał reelekcję. Po ustąpieniu Andrisa Ameriksa w 2018 objął stanowisko wiceburmistrza Rygi, będąc zastępcą Nilsa Ušakovsa. W sierpniu 2019 objął funkcję burmistrza Rygi w ramach koalicji ugrupowania Honor Służyć Rydze oraz Socjaldemokratycznej Partii „Zgoda”.
W wyborach z 2020 uzyskał ponownie mandat Rygi, jego ugrupowanie przeszło do opozycji. W lutym 2020 odszedł ze stanowiska burmistrza. W radzie miejskiej wszedł w skład komisji własności miejskiej oraz oświaty, kultury i sportu. Został również członkiem rady spółki samorządowej zarządzającej ryskim dworcem międzynarodowym (RSA). W listopadzie 2021 został wybrany na przewodniczącego partii Honor Służyć Rydze, zastępując na tej funkcji Andrisa Ameriksa.
W 2022 uzyskał mandat posła na Sejm z ramienia ugrupowania Łotwa na pierwszym miejscu (LPV), kierowanego przez Ainārsa Šlesersa. W następnym roku wystąpił z frakcji LPV.